# Netivot
Netivot (in ebraico נתיבות‎?) è una città di Israele, situata nel distretto Meridionale. La città venne fondata nel 1956 come uno città di sviluppo. La popolazione è costituita da ebrei originari in gran parte dal Marocco.

## Cultura
Netivot, come gran parte degli insediamenti del Negev, è caratterizzata da un forte dominio della cultura mizrahì, in particolare di origine marocchina; fino agli anni 1990 oltre il 90% della popolazione era costituito da mizrahì. In seguito giunsero in città migliaia di immigrati ebrei dai Paesi dell'ex Unione Sovietica (principalmente aschenaziti di lingua russa), che oggi rappresentano circa un quarto della popolazione. La componente mizrahì risulta tuttavia ancora dominante, negli anni 2000 rappresentava infatti il 70% degli abitanti. In particolare la città rappresenta un centro importante per la cultura e la spiritualità ebraica marocchina, essendo stata residenza di importanti rabbini marocchini, il più importante dei quali fu Baba Sali, il cui funerale, tenutosi in città nel 1984, attirò oltre 100000 fedeli. La tomba di Baba Sali a Netivot attira oggi migliaia di pellegrini ebrei marocchini da tutto il mondo.